# Suporte técnico
Suporte técnico é um serviço que presta assistência intelectual (conhecimentos), tecnológica (manutenção: revisões, regulagens, calibrações, reparos/consertos, atualizações de software etc.) e material (peças de reposição) a um cliente ou grupo de clientes (uma ou mais pessoas, físicas e/ou jurídicas), com o fim de solucionar problemas técnicos, portanto relacionados a produtos tecnológicos tais como telefones celulares, televisões, aparelhos de som, computadores e software. De maneira geral, o foco do serviço é ajudar o cliente a resolver problemas específicos de um produto, ao invés de fornecer treinamento, personalização ou qualquer outro serviço de suporte.
A manutenção de equipamentos faz parte do suporte técnico, portanto este é mais amplo que aquele.
A maioria das empresas oferece suporte técnico aos produtos que vendem, seja gratuitamente ou sob taxação. O serviço pode ser fornecido por telefone ou pela internet. Grandes organizações frequentemente possuem suporte técnico próprio para seus funcionários.